# Баоцзі
Баоцзі (кит. спр. 宝鸡市, піньїнь: Bǎojī Shì) — місто-округ в китайській провінції Шеньсі. 

## Географія
Баоцзі розташовується у західній частині провінції.

### Клімат
Місто знаходиться у зоні, котра характеризується океанічним кліматом субтропічних нагір'їв. Найтепліший місяць — липень із середньою температурою 26.1 °C (79 °F). Найхолодніший місяць — січень, із середньою температурою -0.6 °С (31 °F).
| Клімат Баоцзі           | Клімат Баоцзі | Клімат Баоцзі | Клімат Баоцзі | Клімат Баоцзі | Клімат Баоцзі | Клімат Баоцзі | Клімат Баоцзі | Клімат Баоцзі | Клімат Баоцзі | Клімат Баоцзі | Клімат Баоцзі | Клімат Баоцзі | Клімат Баоцзі |
| Показник                | Січ.          | Лют.          | Бер.          | Квіт.         | Трав.         | Черв.         | Лип.          | Серп.         | Вер.          | Жовт.         | Лист.         | Груд.         | Рік           |
| Абсолютний максимум, °C | 17            | 21            | 30            | 32            | 36            | 40            | 37            | 36            | 31            | 31            | 21            | 18            | 40            |
| Середній максимум, °C   | 4             | 8             | 13            | 18            | 23            | 30            | 31            | 28            | 23            | 17            | 11            | 6             | 18            |
| Середня температура, °C | 0             | 3             | 8             | 13            | 17            | 24            | 26            | 23            | 18            | 12            | 6             | 2             | 13            |
| Середній мінімум, °C    | −5            | −1            | 3             | 8             | 12            | 18            | 21            | 19            | 14            | 8             | 2             | −2            | 8             |
| Абсолютний мінімум, °C  | −12           | −12           | −5            | −3            | 3             | 12            | 16            | 7             | 5             | 0             | −10           | −12           | −12           |
| Норма опадів, мм        | 0             | 0             | 20            | 30            | 50            | 50            | 120           | 110           | 130           | 40            | 20            | 0             | 640           |
| Вологість повітря, %    | 57            | 59            | 62            | 61            | 65            | 56            | 68            | 74            | 76            | 74            | 75            | 70            | 66            |
| ----------------------- | ------------- | ------------- | ------------- | ------------- | ------------- | ------------- | ------------- | ------------- | ------------- | ------------- | ------------- | ------------- | ------------- |
| Джерело: Weatherbase    |               |               |               |               |               |               |               |               |               |               |               |               |               |